# Bédarieux
Bédarieux [bedaʁjø] ist eine südfranzösische Gemeinde mit 5820 Einwohnern (Stand 1. Januar 2022) im Département Hérault am Fuß der Cevennen. Zwischen Mittelmeer und Mittelgebirge liegt Bédarieux im Zentrum der Region Okzitanien, im Tal des Flusses Orb. Das Gemeindegebiet gehört zum Regionalen Naturpark Haut-Languedoc.

## Geschichte
Bédarieux war eine Hugenottengemeinde, die 1622 im Zuge der Niederschlagung des Hugenottenaufstandes im Languedoc von Charles de Choiseul, marquis de Praslin eingenommen und niedergebrannt wurde.

### Bevölkerungsentwicklung
| Jahr                       | 1962 | 1968 | 1975 | 1982 | 1990 | 1999 | 2006 | 2017 |
| Einwohner                  | 7263 | 7135 | 6425 | 6207 | 5997 | 5962 | 6518 | 5791 |
| Quellen: Cassini und INSEE |      |      |      |      |      |      |      |      |

## Verkehr
Bédarieux liegt an der Bahnstrecke Béziers–Neussargues und wird im Regionalverkehr mit TER-Zügen bedient.

## Partnergemeinde
- Leutkirch im Allgäu

## Persönlichkeiten
- Paul Rabaut (1718–1794), Pastor der hugenottischen Église du Désert (‚Kirche der Wüste‘)
- Ferdinand Fabre (1827–1895), Schriftsteller
- Pierre Auguste Cot (1837–1883), Maler
- Loís Combas (alias Joan de Cantalausa, 1925–2006), katholischer Priester, Sprachwissenschaftler und Okzitanist
- Vincent Candela (* 1973), Fußballspieler
- Karima Benameur (* 1989), Fußballnationalspielerin